# Католицька церква в Мавританії
Като́лицька це́рква в Маврита́нії — друга християнська конфесія Мавританії. Складова всесвітньої Католицької церкви, яку очолює на Землі римський папа. Керується конференцією єпископів. Станом на 2004 рік у країні нараховувалося близько 4000 католиків (0,15% від усього населення). Існувало 1 діоцезій, які об'єднували 6 церковних парафій.  Кількість  священиків — 13 (з них представники секулярного духовенства — 3, члени чернечих організацій — 10), постійних дияконів — 0, монахів — 10, монахинь — 34.